# Clossiana grandis
Clossiana grandis är en fjärilsart som beskrevs av Barnes och Mcdunnough 1916. Clossiana grandis ingår i släktet Clossiana och familjen praktfjärilar. Inga underarter finns listade i Catalogue of Life.